# 2 Alone in Paris
2 Alone in Paris (Seuls Two) è un film del 2008 diretto ed interpretato da Ramzy Bedia ed Éric Judor.

## Trama
Un poliziotto parigino, che da anni dà invano la caccia ad un malfattore, un giorno si risveglia e la città è completamente deserta. L'unico abitante rimasto è il ladro stesso.

## Distribuzione
Il film è uscito nelle sale cinematografiche francesi il 25 giugno 2008.